# Пашовице (гмина)
Пашовице (пол. Paszowice) — сельская гмина (волость) в Польше, входит как административная единица в Яворский повет, Нижнесилезское воеводство. Население — 3862 человека (на 2004 год).

## Демография
| Перепись                       | Всего   | Всего | Женщины | Женщины | Мужчины | Мужчины |
| ------------------------------ | ------- | ----- | ------- | ------- | ------- | ------- |
| Единицы                        | человек | %     | человек | %       | человек | %       |
| Население                      | 3862    | 100   | 1914    | 49,6    | 1948    | 50,4    |
| Плотность населения (чел./км²) | 38,3    | 38,3  | 19      | 19      | 19,3    | 19,3    |

## Поселения
1. Больковице
2. Гробля
3. Якушова
4. Клонице
5. Кветники
6. Мыслибуж
7. Нова-Весь-Мала
8. Нова-Весь-Велька
9. Пашовице
10. Погвиздув
11. Соколя
12. Вядрув
13. Зембовице

## Соседние гмины
1. Гмина Болькув
2. Гмина Добромеж
3. Явор
4. Гмина Менцинка
5. Гмина Мсцивоюв